# Короний
Коро́ний (лат. Coronium < лат. corona — венец, корона) — гипотетический химический элемент, существованием которого в начале XX века пытались объяснить некоторые спектральные линии в эмиссионном спектре солнечной короны.

## История
Во время наблюдения в Северной Америке полного солнечного затмения, произошедшего 7 августа 1869 года, Уильям Харкнесс и Чарльз Янг (Юнг) независимо друг от друга обнаружили спектральную линию излучения слабой интенсивности с длиной волны 530,3 нм в зелёной части спектра короны.
В 1879 году Янг ошибочно идентифицировал её как линию железа Fe 1474 по шкале Кирхгофа.
Так как эта линия не идентифицировалась со спектральными линиями ни одного из известных тогда химических элементов, была высказано предположение об обнаружении на Солнце нового химического элемента, названного коронием Грюнвальдом в 1887 году.
Гипотеза о существовании корония получила широкое признание благодаря триумфу спектрального анализа — открытию на Солнце спектральным методом гелия (на 27 лет ранее, чем на Земле: 1868 и 1895 годы соответственно). Однако многочисленные попытки обнаружить короний в земной атмосфере, минералах и вулканических газах оказались безуспешными или ошибочными, так, в 1898 году, предполагаемый элемент был ошибочно обнаружен в вулканических газах, испускаемых Везувием,  группой итальянских химиков во главе с Рафаэлло Насини.
Позже на Солнце были обнаружены другие неидентифицированные спектральные линии, что привело к «открытию» ещё нескольких гипотетических элементов.

Солнечное затмение

Короний просуществовал в научной и учебной литературе до опубликования в 1939 году работы астрофизиков Бенгта Эдлена и Вальтера Гротриана с доказательством, что спектральная линия 530,3 нм принадлежит тринадцатикратно ионизированному железу (Fe13+, в спектроскопических обозначениях [Fe XIV]). Другие спектральные линии также были идентифицированы с другими запрещёнными переходами в многократно ионизированных атомах других металлов, например Ni14+. Так как для столь высокого уровня ионизации требуется недостижимая в земных лабораториях очень высокая температура, это стало одним из подтверждений экстремальной температуры солнечной короны.

## Место в Периодической системе химических элементов
По мнению некоторых учёных начала XX века, этот элемент во внешних областях солнечной короны должен был бы быть, как и гелий, очень лёгким инертным газом. В статье «Попытка химического понимания мирового эфира» (1902) Д. И. Менделеев рассматривает короний как инертный газ с атомной массой, равной единице, отводя ему место перед водородом в первом ряду нулевой группы. По оценке Менделеева, короний должен был бы иметь плотность по водороду при нормальных условиях не более 0,2 и обнаруживаться в атмосфере Земли.

… короний или иной газ с плотностью около 0,2 — по отношению к водороду, не может быть никоим образом мировым эфиром; его плотность (по водороду) для этого высока, он побродит, быть может, и долго, в мировых полях, вырвется из уз земли, опять в них случайно ворвется, но все же из сферы притяжения солнца не вырвется, а, конечно, между звёздами найдутся и помассивнее нашей центральной звезды. — Д. И. Менделеев, Попытка химического понимания мирового эфира. СПб., 1905, c. 26
Поиски места корония в периодической системе химических элементов связывалось Менделеевым с осмыслением физических причин периодичности и химической природы мирового эфира (в той статье Менделеев находит место в нулевой группе легчайшему гипотетическому элементу, названному им ньютонием).

Таким образом, можно показать, что в первом ряду первым перед водородом существует элемент нулевой группы с атомным весом 0,4 (быть может, это короний Ионга), а в ряду нулевом, в нулевой группе — предельный элемент с ничтожно малым атомным весом, не способный к химическим взаимодействиям и обладающий вследствие того чрезвычайно быстрым собственным частичным (газовым) движением.— Менделеев Д. И. Основы химии. VIII изд., 1906 г., стр. 613 и след.
Гипотеза о существовании корония, равно как и других элементов легче водорода, была отвергнута уже после работ Резерфорда, Мозли и Бора, заложивших фундамент квантово-механической модели атома и современных представлений о периодичности. Современные спекуляции о том, что короний и ньютоний — не что иное, как гениальные предвидения открытий нейтрона и нейтрино, не имеют под собой никаких оснований.

## Наиболее яркие линии эмиссионного спектра солнечной короны в оптическом диапазоне
| Название корональной линии | Длина волны, Å | Элемент | Потенциал ионизации, эВ | Равновесная температура, МК |
| -------------------------- | -------------- | ------- | ----------------------- | --------------------------- |
| Зелёная                    | 5302,86        | Fe XIII | 325                     | 2,5                         |
| Инфракрасная               | 10746,80       | Fe XIII | 325                     | 2,5                         |
| Инфракрасная               | 10797,95       | Fe XIII | 325                     | 2,5                         |
| Ультрафиолетовая           | 3388,1         | Fe XIII | 325                     | 2,5                         |
| Красная                    | 6374,51        | Fe X    | 233                     | 1,8                         |
| Ближняя инфракрасная       | 7891,94        | Fe X    | 261                     | 2,0                         |
| Жёлтая                     | 5694,42        | Ca XV   | 814                     | 6,3                         |
| Вторая красная             | 6701,83        | Ni XV   | 422                     | 3,3                         |
| Вторая зелёная             | 5116,03        | Ni XIII | 350                     | 2,7                         |
| Вторая ультрафиолетовая    | 3601,0         | Ni XVI  | 318                     | 2,5                         |
| Фиолетовая                 | 4231,4         | Ni XII  | 318                     | 2,5                         |
| Фиолетовая                 | 3718,0         | Cr XI   | 244                     | 1,9                         |